# Кучинський Валерій Павлович
Валерій Павлович Кучинський (25 жовтня 1944, Київ) — український дипломат, Надзвичайний та Повноважний Посол України. Ад'юнкт-професор міжнародних відносин Колумбійського університету за програмою український досліджень.

## Біографія
Народився 25 жовтня 1944 року в Києві. У 1967 закінчив Київський державний університет ім. Т. Г. Шевченка (1967) референт-перекладач з англійської та французької. Вищі курси Дипломатичної академії МЗС СРСР (1988)
З 1967 по 1970 — перекладач на будівництві лінії електропередач в Асуані Єгипет.
З 1971 — аташе консульського відділу, 2-й секретар Секретаріату Комісії у справах ЮНЕСКО, 1-й секретар відділу міжнародних організацій МЗС УРСР.
З 1975 по 1980 — співробітник секретаріату ООН.
З 1980 по 1992 — радник відділу міжнародних організацій, начальник відділу проблем обмеження озброєнь та роззброєння МЗС України.
З 1992 по 1997 — радник-посол Посольства України в США.
З 1997 по 1999 — начальник управління міжнародних організацій МЗС України, начальник Четвертого територіального управління по США, Канаді, Центральній та Південній Америці.
З 12.1999 по 08.2001 — 1-й заступник Постійного Представника України при ООН та заступник Представника України при Раді Безпеки ООН.
З 02.08.2001 по 29.05.2006 — Постійний представник України при ООН, член колегії МЗС України.
З 04.01.2003 по 29.05.2006 — Представник України в Комісії ООН з прав людини.
З 19.01.2002 по 29.05.2006 — Надзвичайний та Повноважний Посол України на Ямайці.
З 24.03.2003 по 29.05.2006 — Надзвичайний та Повноважний Посол України в Тринідад і Тобаго.
Дипломатичний ранг: Надзвичайний та Повноважний Посол України І-го класу.
Від 2011 р. — дійсний член НТШ-Америка.